# Hypophthalmus devall
Hypophthalmus devall és una espècie de peix de la família dels hipoftàlmids i de l'ordre dels siluriformes.